# Rhene ipis
Rhene ipis is een spinnensoort in de taxonomische indeling van de springspinnen (Salticidae).
Het dier behoort tot het geslacht Rhene. De wetenschappelijke naam van de soort werd voor het eerst geldig gepubliceerd in 1937 door Irving Fox.